# Kita-Iótó
Kita-Iótó (starší: Kita-Iwótó; 1945 (?)–2007: Kita-Iwó-džima/Kita-Iwódžima resp. Kita-Ió-džima/Kita-Iódžima – doslova: "severní sírový ostrov") je menší ostrov, nacházející se v souostroví Izu v Tichém oceánu. Ostrov je tvořen převážně čedičovými horninami a tyčí se 792 m nad hladinou moře. Jediné historické erupce byly zaznamenány z podmořského kráteru Funka-Asane, nacházejícího se asi 2 km severozápadně od pobřeží ostrova.